# Diego Della Valle
Diego Della Valle (nascido em 30 de dezembro de 1953) é um controverso empresário italiano que é presidente da Tod's . Ele foi proprietário do clube ACF Fiorentina, que vendeu após uma condenação criminal por manipulação de resultados como parte do escândalo do Calciopoli .

## Início da vida e educação
Della Valle nasceu e foi criado em Sant'Elpidio a Mare  na região de Marche,  Itália. É filho mais velho de Dorino Della Valle e neto de Filippo Della Valle. Filippo iniciou o negócio de sapatos na década de 1920;  Diego mais tarde o expandiu transformando-o na Tod’s.
Della Valle estudou Direito na Universidade de Bolonha, obtendo um diploma acadêmico em 1975.

## Carreira
Della Valle entrou no negócio da família em 1975 e o assumiu em 1978. Nesse mesmo ano, rebatizou a empresa como J.P. Tod's. A partir de 1996, começou a converter as lojas nos Estados Unidos em boutiques J.P. Tod's. A marca abandonou o “J.P.” em 1999 após começar a ser erroneamente chamada de “J.P.” em vez de Tod’s.  Ele administra a Tod’s junto com seu irmão Andrea.
Nos anos 1980, Della Valle descobriu jaquetas de trabalho usadas por bombeiros no Maine e criou uma marca, Fay's, que as copiava.
Em 2014, Lapo Elkann, diretor da Ferrari, atacou Della Valle em uma série de postagens, incluindo a acusação comum de que o sapato gommino da Tod's (lançado em 1979) era uma imitação do The Original Car Shoe (fundado em 1963 e hoje pertencente à Prada), declarando: “Car Shoe fundado em 1963… O original!”
Em 2023, a marca de bolsas Tribe of Two processou a Tod’s por infração de marca registrada após o lançamento de um logotipo com “T duplo” semelhante ao seu, registrado no Escritório de Patentes e Marcas dos EUA desde 2013.  Segundo o processo, Della Valle buscava “um logotipo baseado em T que pudesse representar a TOD’S, assim como a Louis Vuitton tem o LV e a Gucci o GG”, mas não possuía tal logotipo até começar a infringir o da Tribe of Two.
Em 2024, Della Valle perdeu uma disputa judicial com as autoridades fiscais francesas que investigaram práticas contábeis duvidosas durante a polêmica aquisição da Roger Vivier, resultando em “relações ambíguas com acionistas” e acusações de enriquecimento ilícito da família. Entre 2003 e 2015, a Roger Vivier foi propriedade da família Della Valle via holdings em Portugal e depois em Luxemburgo, enquanto a licença estava com a Tod’s, controlada pela mesma família (com mais de 50% de participação). Apesar da oposição dos acionistas minoritários, a Tod’s pagou €52 milhões em royalties à família entre 2004 e 2015, enriquecendo os executivos.

## EscândaloCalciopolie condenação criminal
Em 2002, Della Valle comprou o clube toscano ACF Fiorentina . Sua gestão foi envolvida no escândalo de manipulação de resultados conhecido como do Calciopoli, sendo ele pessoalmente acusado de fraude esportiva. A Fiorentina seria rebaixada para a Série B, mas a punição foi convertida em 30 pontos de penalização na Série A 2005–06, fazendo o clube terminar em sexto lugar em vez de terceiro. Durante os julgamentos do Calciopoli, Della Valle foi condenado por fraude esportiva, com o Ministério Público pedindo cinco anos de prisão e banimento permanente da gestão esportiva.
Ele foi considerado culpado em novembro de 2011 e sentenciado a 15 meses de prisão. Em dezembro de 2013, teve seus recursos rejeitados e a condenação mantida, mas não precisou cumprir pena devido à prescrição durante as apelações. Foi ainda suspenso por três anos e nove meses. Posteriormente, vendeu o clube, que foi adquirido por Rocco Commisso. Em fevereiro de 2022, foi condenado a pagar mais de €200.000 à Federazione Italiana Giuoco Calcio pelos custos legais relativos ao escândalo.

## Outras atividades

### Atividades políticas
Em 1993, apoiou e financiou a coalizão populista Pólo das Liberdades de Silvio Berlusconi,  mas logo se afastou, citando diferenças de valores.  Descreve-se como um moderado político e criticou publicamente Berlusconi por tributar excessivamente as grandes empresas e não apoiar os pequenos empresários italianos. Em resposta, Berlusconi ameaçou processá-lo por difamação.
Na eleição de 2013, apoiou financeiramente a campanha de Mario Monti .

### Compras de luxo
Em 2005, comprou em um leilão da Christie’s o iate de mogno de 52 pés Marlin, anteriormente de propriedade de John F. Kennedy.   Para suas viagens, ele possui um helicóptero (primeiro um Eurocopter AS365 Dauphin,  mais tarde substituído por um AgustaWestland AW139 ) e um jato particular (primeiro um Dassault Falcon 2000, mais tarde substituído por um Gulfstream G550 ).

### Portfólio de imóveis
Della Valle mora em Sant'Elpidio a Mare,   onde possui a Villa Palombarone, com 370 acres.
EEm 2023, perdeu disputa judicial com o Consiglio di Stato, que confirmou decisão de 2018 obrigando-o a desfazer ampliações irregulares em sua propriedade em Capri — incluindo centro de bem-estar, solário e renovações estruturais — contrariando restrições ambientais e culturais.  Seus argumentos foram considerados infundados.

## Acusações de suborno
Em 2006, o Daily Mail noticiou que Della Valle havia oferecido férias em iate e refeições luxuosas ao Comissário de Comércio da UE, Peter Mandelson, enquanto este impunha tarifas sobre calçados chineses, beneficiando diretamente a Tod’s. A coincidência levantou suspeitas de corrupção e foi amplamente noticiada na imprensa britânica.

## Vida pessoal
Della Valle é casado com a arquiteta Barbara Pistilli, sua terceira esposa. Descrito como "galanteador familiar", foi casado anteriormente com Simona, irmã mais velha de Barbara. Tem um filho com cada uma das irmãs, o que faz com que seus filhos sejam ao mesmo tempo meio-irmãos e primos.
É conhecido por ser mulherengo.  Também tem um filho com a jornalista Barbara Parodi Delfino.